# Kraniosakralterapi
Kraniosakralterapi (KST) er en alternativ behandlingsform, hvis udøvere påstår, at de kan påvirke knogler, muskler og nervesystemet således, at kroppen arbejder hen imod sin naturlige balance. Terapiformen bygger på en teori om, at knogler skal være bevægelige og i balance, samt at de kommunikerer med hinanden. Behandlingen er dog ikke videnskabelig og er et eksempel på pseudovidenskab.
Den videnskabelige dokumentation bag KST er lille og mangler en demonstreret biologisk plausibel mekanisme. På grund af manglen på grundige, veldesignede randomiserede, kontrollerede forsøg, er det blevet karakteriseret som pseudovidenskab, og udførelsen heraf kaldt kvaksalveri. Ligeledes er der ingen videnskabeligt belæg for de påståede effekter af kranial osteopati.